# 가브리엘 마리
장 가브리엘 프로스페르 마리(프랑스어: Jean Gabriel Prosper Marie, 1852년 1월 8일 ~ 1928년 8월 29일)는 프랑스의 작곡가이자 지휘자이다.

## 생애
가브리엘 마리는 1852년 1월 8일에 프랑스 파리에서 태어났다. 그는 파리 음악원에 다녔으며 지역 음악계에서 두각을 나타냈다. 1928년 8월 29일에 스페인 기로나 주 푸이체르다에서 뜻하지 않게 죽었다.
그는 작곡가 장 마리의 아버지였다.

## 작품
- 《금혼식》
- 《바이올린과 피아노를 위한 아다지오》
- 《물푸레나무 아래에서》